# Senqunyane
Senqunyane (afr. Senqunyaneriver) – rzeka w środkowej części Lesotho. Swoje źródła ma w paśmie Maloti w północno-zachodniej części kraju, skąd płynie na południe, a potem na zachód. Po 120 km wpływa do Oranje. Na rzece znajduje się tama Mohale.